# 雪梨 (澳洲國會選區)
悉尼選區（英語：Division of Sydney），是澳大利亞新南威爾士州的下議院選區，位於該州最大城市悉尼的市中心。面積44平方公里。本區一直是工黨控制的選區，自1998年起當區議員是該黨的塔尼娅·普利贝斯克（Tanya Plibersek），同时也是工党的前任副党首和议会反对党副领袖。
選區始於1969年，由東悉尼和西悉尼兩個選區合併而成。